# ضاحية سيباليويني

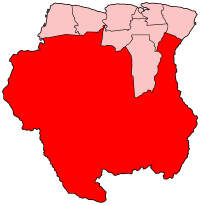
خريطة سورينام تبين موقع ضاحية سيباليويني

ضاحية سيباليويني هي اٍحدى ضواحي سورينام، ليس للضاحية عاصمة محلية فهي تدار مباشرة من الحكومة في باراماريبو. تضم الضاحية عدة قرى، نذكر: بيتاغرون، أبيتينا، أبويرا، بوكيغرون وغيرها كثير.
يبلغ عدد سكان الضاحية 29.210 نسمة وتقدر مساحتها ب 130.567 كم2 وهي بذلك أكبر من الضواحي التسعة الباقية لسورينام مجتمعة. معظم سيباليويني غير مستخدمة باستثناء الشمال والغرب.
يقول علماء الآثار اٍن الاٍنسان الصائد-القاطف عاش في ما يعرف اليوم بسيباليويني أثناء العصر الحجري القديم.
تركت الضاحية اٍلى حد كبير وحدها أثناء حقبة الاٍستعمار، لأن الهولنديين المسيطرين على سورينام كانو يخشون البرتغاليين الموجودين في البرازيل، وقبل بداية القرن 20 بدأت مشاريع التنمية بالظهور.
شهدت الضاحية حروب بين غيانا وسورينام على طول الحدود بين البلدين.

## منتجعات ضاحية سيباليويني

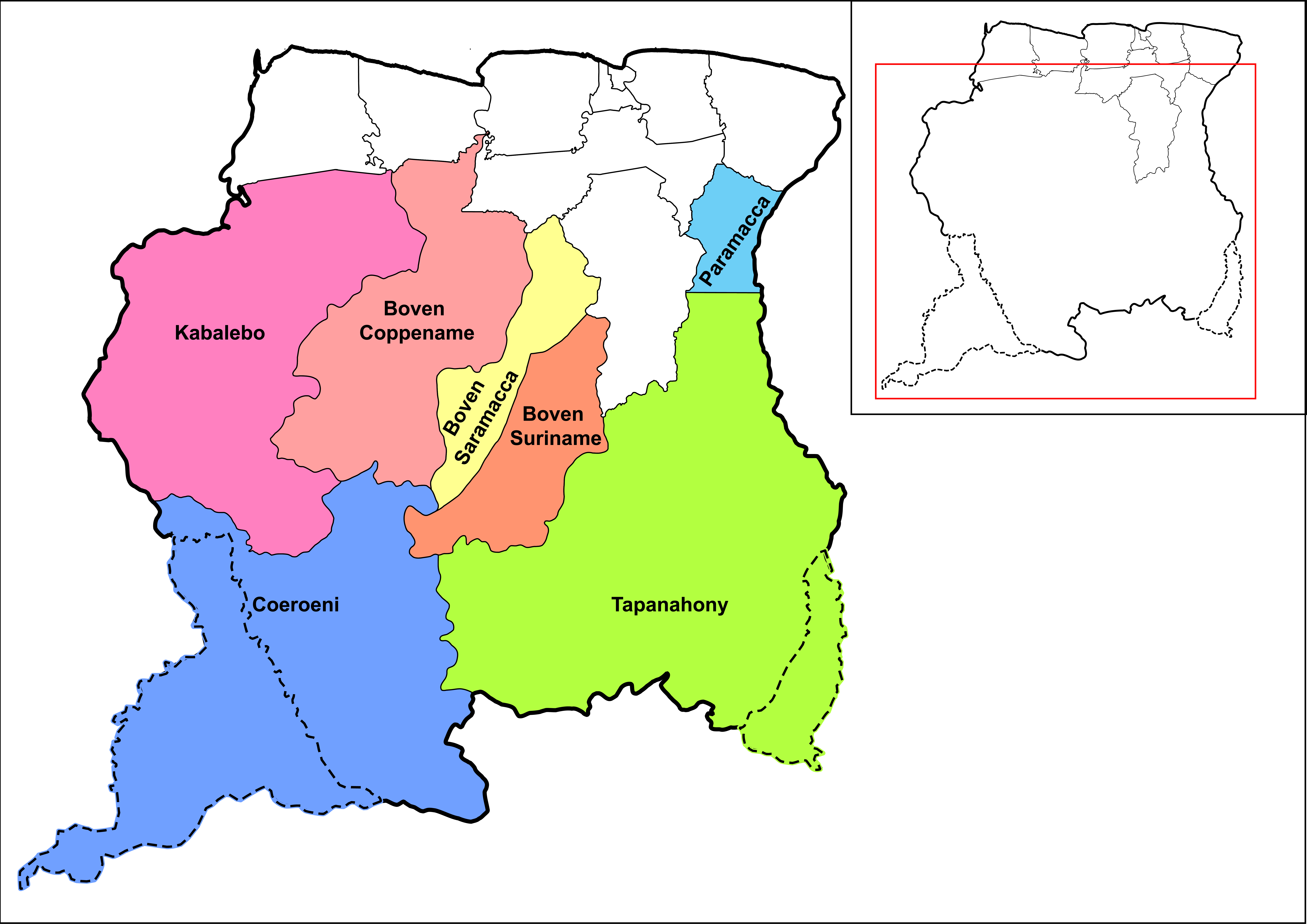
منتجعات ضاحية سيباليويني

تضم الضاحية 6 منتجعات هي:
- بوفن كوبينام
- بوفن ساراماكا
- بوفن سورينام
- كويرويني
- كاباليبو
- تاباناهوني